# Hans Honig
Hans Honig (* 8. April 1880 in Metz; † 1946 in der UdSSR) war ein deutscher Verwaltungsjurist und Politiker (SPD).

## Leben
Honig, der evangelischer Konfession war, studierte Rechtswissenschaften und wurde zum Dr. jur. promoviert. 1918 bis 1924 war er Landrat im Kreis Memel, 1924 bis 1928 Landrat im Kreis Heinrichswalde. Später war er Regierungsvizepräsident in Potsdam.
1919 wurde er für die SPD und den Wahlkreis Königsberg 13 (Memel-Land) in den Provinziallandtag der Provinz Ostpreußen gewählt. Mit der Abtrennung des Memellandes erlosch dieses Mandat am 21. Dezember 1919.